# Sommern
Mit Sommern wird das nachträgliche Einschneiden von feinen Längsrillen in Motorradreifen mittels eines Reifenhobels bezeichnet. Der Reifenhobel – auch Gilsterhobel, nach dem Gebrauchsmuster – hat mehrere Klingen im Abstand von ca. 3 bis 5 mm. Damit wird die Lauffläche des Reifens bearbeitet, indem man wenige mm tief in Längsrichtung in den Gummi schneidet. Die so entstehenden Gummistege ähneln in ihrer Funktion heutigen Lamellenreifen.
Das Sommern von Motorradreifen wird heute nicht mehr durchgeführt, da moderne Radialreifen eine bessere Haftreibung aufweisen als frühere Diagonalreifen.